# Juan Idiarte Borda
Juan Bautista Idiarte Borda (1844 - 1897) va ser un polític uruguaià, president de la República entre març de 1894 i agost de 1897.
El 1879 va ingressar al Parlament representant Soriano, en la XIII Legislatura que va designar a Lorenzo Latorre com a President Constitucional. També va participar com a Representant entre 1882 i 1885. En temps de Máximo Santos es va haver d'aïllar i raure's a l'Argentina.
Era membre del Senat en moments en què era necessari elegir el successor de Julio Herrera y Obes i el 21 de març de 1894 el Senador Idiarte Borda va aconseguir 47 vots. Va assumir tot seguit, començant un govern on les dificultats econòmiques es van aguditzar tremendament pel desordre administratiu.
L'abril de 1897, quan Borda descendia del seu carruatge davant la seva residència, va ser atacat per un jove, Antonio Reveca, que li va posar el revòlver al coll, però sense disparar l'arma. El 25 d'agost d'aquell mateix any, mentre desfilava al capdavant d'una comitiva pel carrer Sarandí, anant des de la Catedral a la Casa de Govern, un solitari atacant Avelino Arredondo, el va matar d'un tret davant el Club Uruguay. L'assassinat de Juan Idiarte Borda va ser l'únic magnicidi en la història de l'Uruguai.
L'escriptor argentí Jorge Luis Borges al seu conte Avelino Arredondo (Llibre de Sorra) narra en ficció el pla detallat i assassinat del president Juan Idiarte Borda.